# Melanthera fauriei
Melanthera fauriei là một loài thực vật có hoa trong họ Cúc. Loài này được (H.Lév.) W.L.Wagner & H.Rob. mô tả khoa học đầu tiên.